# Мішкинський район (Курганська область)
Мі́шкинський район (рос. Мишкинский район) — адміністративна одиниця Курганської області Російської Федерації.
Адміністративний центр — селище міського типу Мішкино.

## Населення
Населення району становить 15610 осіб (2017; 17684 у 2010, 22076 у 2002).

## Адміністративно-територіальний поділ
На території району 1 міське поселення та 16 сільських поселень:
| Поселення                      | Площа, км² | Населення, осіб (2002) | Населення, осіб (2010) | Населення, осіб (2017) | Центр            | Населені пункти |
| ------------------------------ | ---------- | ---------------------- | ---------------------- | ---------------------- | ---------------- | --------------- |
| Мішкинське міське поселення    | 122,34     | 9045                   | 8212                   | 7857                   | Мішкино          | 3               |
| Варлаковська сільська рада     | 94,53      | 524                    | 372                    | 293                    | Варлаково        | 2               |
| Введенська сільська рада       | 200,39     | 113                    | 796                    | 640                    | Введенське       | 5               |
| Восходська сільська рада       | 186,83     | 1304                   | 949                    | 836                    | Восход           | 4               |
| Гладишевська сільська рада     | 277,08     | 905                    | 645                    | 526                    | Гладишево        | 5               |
| Дубровинська сільська рада     | 164,30     | 765                    | 591                    | 521                    | Дубровне         | 3               |
| Кіровська сільська рада        | 124,82     | 2083                   | 1767                   | 1458                   | Кірово           | 2               |
| Коровинська сільська рада      | 133,77     | 733                    | 432                    | 375                    | Коров'є          | 3               |
| Краснознаменська сільська рада | 296,91     | 1320                   | 1084                   | 880                    | Краснознаменське | 4               |
| Купайська сільська рада        | 166,66     | 669                    | 472                    | 402                    | Купай            | 3               |
| Маслинська сільська рада       | 170,60     | 481                    | 323                    | 215                    | Маслі            | 3               |
| Миркайська сільська рада       | 176,69     | 666                    | 481                    | 383                    | Миркайське       | 2               |
| Новопісківська сільська рада   | 88,85      | 362                    | 243                    | 193                    | Нові Піски       | 1               |
| Острівнинська сільська рада    | 182,89     | 368                    | 229                    | 183                    | Острівне         | 3               |
| Первомайська сільська рада     | 260,41     | 716                    | 448                    | 334                    | Первомайське     | 5               |
| Рождественська сільська рада   | 125,86     | 365                    | 328                    | 284                    | Бутирське        | 1               |
| Шаламовська сільська рада      | 235,17     | 470                    | 312                    | 230                    | Шаламово         | 4               |

29 грудня 2018 року Іванковська сільська рада була ліквідована, а територія приєднана до складу Гладишевської сільської ради.

## Найбільші населені пункти
| №  | Населений пункт  | Населення, осіб (2002) | Населення, осіб (2010) |
| -- | ---------------- | ---------------------- | ---------------------- |
| 1  | Мішкино          | 8 789                  | 8 034                  |
| 2  | Кірово           | 2 046                  | 1 750                  |
| 3  | Краснознаменське | 1 039                  | 932                    |
| 4  | Восход           | 989                    | 806                    |
| 5  | Введенське       | 770                    | 595                    |
| 6  | Дубровне         | 575                    | 489                    |
| 7  | Коров'є          | 557                    | 381                    |
| 8  | Купай            | 496                    | 377                    |
| 9  | Первомайське     | 468                    | 334                    |
| 10 | Бутирське        | 365                    | 284                    |